# Élection présidentielle libérienne de 1855
L'élection présidentielle libérienne de 1855 se déroula en mai 1855 avec la victoire du vice-président Stephen Allen Benson.

## Contexte
Joseph Jenkins Roberts a été réélu trois autres fois pour un total de huit ans, jusqu'en 1851 où il désigne son vice-président Stephen Allen Benson comme candidat.

## Résultat
Stephen Allen Benson, vice-président de Joseph Jenkins Roberts, est élu président sans grande opposition.